# Rdio
Rdio foi um serviço de streaming de músicas extinto em 2015. Permitia escutar músicas pesquisando por artista, álbum ou listas de reprodução criadas pelos usuários. Esteve disponível em sua plataforma online, em aplicativos clientes para sistemas operacionais Microsoft Windows e Mac OS X e em aplicativos para iOS, Android, Windows Phone, BlackBerry e Google Chromecast, que desempenham uma função de cache para reprodução offline. Houve também clientes para o Sonos e Roku. O serviço contou com mais de 35 milhões de músicas em sua biblioteca.

## História
O Rdio foi criado pelos fundadores do Skype Niklas Zennström e Janus Friis. O teste beta privado foi disponível em 3 de agosto de 2010. Os fundadores também foram responsáveis pela rede de compartilhamento de arquivos Kazaa.
No dia 16 de novembro de 2015, decretou falência e suas atividades foram encerradas no dia 22 de dezembro de 2015.